# Sphecodes pecosensis
Sphecodes pecosensis är en biart som beskrevs av Cockerell 1904. Sphecodes pecosensis ingår i släktet blodbin, och familjen vägbin. Inga underarter finns listade i Catalogue of Life.